# Velvet Buzzsaw
Velvet Buzzsaw är en amerikansk satirisk skräckkomedifilm (inom svart humor) från 2019 skriven och regisserad av Dan Gilroy, samt med Jake Gyllenhaal, Zawe Ashton, Rene Russo, Toni Collette, Daveed Diggs, Tom Sturridge, Natalia Dyer, Billy Magnussen och John Malkovich i rollerna. Filmen hade världspremiär på Sundance Film Festival den 27 januari 2019, och släpptes sedan därefter för streamingpremiär på Netflix den 1 februari samma år.
Inspelningen av filmen påbörjades i Los Angeles den 5 mars 2018. Ansvariga kompositörer för filmens partitur var Marco Beltrami och Buck Sanders, som blev ersättare för den andra musikkompositören James Newton Howard, som sedan länge har varit en frekvent medarbetare till filmens regissör Dan Gilroy.

## Rollista
| Jake Gyllenhaal    | – Morf Vandewalt      |
| Rene Russo         | – Rhodora Haze        |
| Toni Collette      | – Gretchen            |
| Zawe Ashton        | – Josephina           |
| Tom Sturridge      | – Jon Dondon          |
| Natalia Dyer       | – "Coco"              |
| Daveed Diggs       | – Damrish             |
| Billy Magnussen    | – Bryson              |
| John Malkovich     | – Piers               |
| Tyrone Evans Clark | – Undergroundkonstnär |
| Alan Mandell       | – Vetril Dease        |
| Mig Macario        | – Cloudio             |
| Nitya Vidyasagar   | – Gita                |
| Sedale Threatt Jr. | – Ed                  |
| Pat Healy          | – Man från Parlack    |
| Marco Rodríguez    | – Ray Ruskinspear     |
| Pisay Pao          | – Advokat             |